# Nico Weber (Filmschaffende)
Nicola „Nico“ Weber (* 1967) ist eine deutsche Regisseurin, Autorin und Produzentin. 2019 gründete sie NOW Collective in Berlin und Frankfurt am Main, in der sie ihre Arbeit seit 2001 als Produzentin und Gründerin zweier Film- und TV-Produktionsfirmen überführt.

## Leben
Nico Weber studierte Politologie, Philosophie und Literatur in Stuttgart, Tübingen und Freiburg. Magistra Artium 1994. Nach beruflichen Stationen als Print-Journalistin u. a. bei Die Woche in Hamburg und als Redakteurin und Autorin in der Chefredaktion Aktuelles des ZDF in Mainz und bei 3sat und dem täglichen Kulturmagazin Kulturzeit, arbeitete sie seit 2001 freischaffend als Regisseurin, Autorin, Produzentin mit ihrer Produktionsfirma nico weber_film überwiegend für öffentlich-rechtliche Sender in Deutschland, Frankreich, Österreich und der Schweiz (3sat, arte, ARD, ZDF, ORF und SRF). 2005–2012 war sie außerdem Mitgründerin und Geschäftsführerin von Rotlintfilm (Berlin/Frankfurt am Main 2005–2012), die u. a. regelmäßig komplette Editionen des europäischen Kulturmagazins Metropolis im Auftrag von ZDF/arte produzierte.  2019 gründete sie das Künstler- und Medien-Kollektiv NOW Collective.
Nico Weber ist Mitglied der Arbeitsgemeinschaft Dokumentarfilm (AGdok), des Bundesverband Regie (BVR), ProQuote Film und der Deutschen Akademie für Fernsehen.

## Werk
Nico Weber beschäftigt sich in ihren journalistischen und künstlerischen Filmen immer wieder mit philosophischen Fragen, vor allem mit Herausforderungen des vermeintlich „Unverfilmbaren“ und entwickelt dabei eine assoziative und eigenwillige Filmsprache, die von einem Prinzip radikaler Subjektivität mit empathischer Leidenschaft für ihr Sujet durchzogen ist. Ihre Arbeit als Regisseurin und Produzentin für die öffentlich-rechtlichen Sender in Deutschland, Frankreich, Österreich und der Schweiz sind oftmals Grenzüberschreitungen von Genres und Formaten. Bei NOW COLLECTIVE arbeitet sie mit Künstlerinnen und Künstlern ihres Fachs in Bereich Kamera, Schnitt und Musik bei Drehreisen in ganz Europa, Asien und den USA. Für ihre filmischen Arbeiten wurde sie mehrfach ausgezeichnet.

### Filme (Auswahl)

#### Regie, Drehbuch, Produktion
- 2006: Indien schreibt im Plural
- 2008: Die Zeitraffer – Von der Entschleunigung unserer Zukunft[1]
- 2009: Pop_Cracks: Von hier nach oben!
- 2011: Gegenangriff – Wirtschaft im Fadenkreuz der Kunst (Buch zus. mit Piroschka Dossi)[2]
- 2013: Totentanz. Anatomie eines Ortes – der Wiener Narrenturm
- 2013: Die Kunst der Verdichtung.[3] Der Zeichner Nicolas Mahler[4]
- 2015: Der Geist von Prora
- 2015: Big in Japan. Ein Zeichner im Land der Zeichen
- 2016: Größenwahn in Beton
- 2017:Tijuana Revisited[5]
- 2017: Das Leben nehmen
- 2019: Five Meditations on Death (5-Kanal-Filminstallation)[6]
- 2019: Bauhausfrauen. Die vergessenen Pionierinnen einer Kunstbewegung[7]
- 2020: Inside Prora[8]
- 2022: Zzyzx. Reise ans Ende des Alphabets

#### Regie, Drehbuch
- 1998: Die Best-Seller. 50 Jahre Frankfurter Buchmesse
- 2000: Anatomie des Lustmordes[9]
- 2002: Metamorphosen. Vom Entsorgen und Verwerten
- 2003: Der Mann, der Amerika interviewte
- 2004: Das Auge.Stanley Kubrick: Meister der Bilder[10]
- 2005: Im Rausch der Schönheit[11]

#### Produktion
- 2006–2012: Sechzehn Editionen "Metropolis", Das europäische Kulturmagazin auf arte, Produktion von Rotlintfilm im Auftrag von ZDF/arte

#### Shorts (Auswahl)
- 2001: Hannah Arendt
- 2001: Odyssee der Moderne: der tolle Mensch
- 2003: Die Künstlerin Xenia Hausner
- 2004: Deutschlandfilme mit Klaus Theweleit
- 2004: Expedition in die akustische Welt. Das Lautarchiv Berlin
- 2006: Fußball-Essays (1. Kunstrasen: Fußball und Kunst, 2. Rasenschach: Fußball und Strategie, 3. Klangrasen: Fußball und Musik)[12]
- 2008: Die Kunst des Theo Jansen
- 2008: "Jarvis" von Elisabeth Peyton
- 2009: Simplicius Simplicissimus Revisited
- 2010: Leidenschaft für Bäume.[13] Enzo Eneas Baummuseum am Zürichsee
- 2011: Will Eisner
- 2011: Typomania
- 2012: Shalom Vienna
- 2012: Winsor Mccay
- 2013: "Über Empathie" mit Arno Grün
- 2015: Porträt Nicolas Mahler (Netzwerk der Literaturhäuser)
- 2016: "Der freie Radikale": Oswald Egger
- 2017: Liebe und Quantenphysik mit Frido und Christine Mann
- 2017: Border Angels
- 2017: Resistance mit Jonathan Lethem
- 2017: "Über Vergewaltigung"[14] mit Mithu Sanyal
- 2018: Bauhausfrauen. Die vergessenen Pionierinnen einer Kunstbewegung (Magazinreihe für TV & Web)
- 2018: Das Leben nehmen[15] mit Thomas Macho (ZDF aspekte)
- 2018: Der Pilz am Ende der Welt. Über das Leben in den Ruinen des Kapitalismus. Anna Lowenhaupt Tsing und Matsutake.

## Auszeichnungen
- 2021: PREMIO AWARD • REGIE “INSIDE PRORA” • 12/2021, Architecture Film Festival Afragola, Neapel (Italien)[16]
- 2021: “BEST DOCUMENTARY: ARCHITECTURE” • “INSIDE PRORA” • 09/2021, Master of Arts Film Festival, Sofia (Bulgarien) 25.08.-12.09.21[17]
- 2020: OUTSTANDING ACHIEVEMENT AWARD und LUIS BUNUEL MEMORIAL AWARD[18] • “INSIDE PRORA” • 12/2020, L’Age d’Or International Arthouse Festival, Kolkata (Indien) 03.12.20
- 2019: NOMINIERUNG GRIMME-PREIS • KATEGORIE INFORMATION & KULTUR (SERIEN UND MEHRTEILER) • 01/2019 für „bauhausfrauen. Die vergessenen Pionierinnen einer Kunstbewegung“ in vier Teilen (Erstausstrahlung 3sat, November 2018)[19]
- 2018: PREIS LITERAVISION • BEST SHORT FILM • 11/2018 für „Der freie Radikale: Dichter Oswald Egger“.[20]
- 2016: NOMINIERUNG BEIM FERNSEHPREIS LITERAVISION • 10/2016 für „Big in Japan“, ORF
- 2012: GOLDENE VIKTORIA • „GEGENANGRIFF I-IV“ • 04/2012 Für „Gegenangriff. Wirtschaft im Fadenkreuz der Kunst“ D/F/I/GB/USA 2011, Int. Wirtschaftsfilmtage, Wien (Österreich): 1. Geld (dt./frz., 3. April 2011), 2. Spekulation (dt./frz., 10.04.11, 27.01.12 ORF) 3. Konsum (dt./frz., 17.04.11, 01.05.11 SRF) 4. Ungleichheit (dt./frz., 24.04.11, 01.05.11 SRF)
- 2007: : PREIS LITERAVISION • ZWEITBESTER KURZFILM • 05/2007 für „Indien schreibt im Plural“ (16’35’’) „Metropolis“ arte/ZDF[21]